# Friedrich Albrecht Gotthilf von Ende
Friedrich Albrecht Gotthilf Freiherr von Ende (* 15. Februar 1763 in Celle; † 4. Oktober 1829 in Berlin) war ein preußischer Generalleutnant.

## Leben

### Herkunft
Seine Eltern waren Gotthelf Dietrich von Ende und dessen Ehefrau Adelheid, geborene Gräfin von der Schulenburg-Wolfsburg (1735–1805). Sein Vater war königlich britischer und kurhannoverischer Staatsminister, wirklicher Geheimer Rat sowie Erbherr auf Monzig bei Meißen. Seine Mutter war die Tochter des preußischen Generals Adolph Friedrich von der Schulenburg. Sein Bruder Adolf von Ende war Jurist und Schriftsteller.

### Militärkarriere
Ende trat 1776 als Kadett in das Infanterieregiment „Prinz Friedrich“ der Kurhannoverschen Armee ein. Am 24. April 1778 kam er als Kornett in das Dragonerregiment „von Estorff“ und am 27. April 1782 als Leutnant in das 8. Kavallerie-Regiment. Im Jahr 1790 wechselte er als Major in belgische Dienste und nahm im gleichen Jahr an den Kämpfen der Aufständischen während der Brabanter Revolution gegen Österreich teil. Die Revolution brach aber bald wieder zusammen und Ende trat Mitte Februar 1792 als Rittmeister und Oberadjutant der Kavallerie in Kurhannoversche Armee zurück. Im Ersten Koalitionskrieg stand er in den Gefechten bei Valenciennes und Dünkirchen, beim Sturm auf Frankfurt am Main wurde er verwundet. Am 14. Dezember 1792 erhielt er den Orden Pour le Mérite.
Nach dem Krieg kam Ende am 15. November 1798 als Major in das 4. Kavallerieregiment. Nach der Besetzung Hannovers durch die Franzosen, der Kapitulation und Auflösung der Armee in der Konvention von Artlenburg ging er am 20. September 1803 in preußische Dienste. Dort wurde er als Major von der Kavallerie dem Regiment der Gardes du Corps aggregiert und am 20. Dezember 1804 in das Dragonerregiment „von Pfalz-Zweibrücken“ versetzt. Als Eskadronchef nahm er 1806 am Vierten Koalitionskrieg teil. Nach der preußischen Niederlage erhielt er am 15. April 1808 auf eigenen Wunsch seine Demission und trat als Hofmarschall der Großherzogin Maria Pawlowna in sachsen-weimarsche Dienste.
Im Vorfeld  der Befreiungskriege kehrte er Ende April 1813 in die Preußische Armee zurück, wurde dem Hauptquartier des Generals Blücher zugewiesen und avancierte am 10. Juli 1813 mit Patent vom 9. August 1813 zum Oberstleutnant. Während der Befreiungskriege kämpfte er in den Gefechten bei Goldberg, Königswartha, Haynau, Möckern sowie den Schlachten bei Katzbach, Leipzig, Laon und Paris. Für Katzbach erhielt Ende Eiserne Kreuz II. Klasse, für Paris das Kreuz I. Klasse, den Orden der Heiligen Anna II. Klasse mit Brillanten, den Orden des Heiligen Georg sowie den Orden des Heiligen Wladimir IV. Klasse. Mitte August 1813 folgte zunächst seine Kommandierung zum Hauptquartier des Kronprinzen von Schweden und am 6. September 1813 zum russischen General Langeron. Am 8. Dezember 1813 erhielt er die Beförderung mit Patent vom 9. Januar 1814 zum Oberst und am 6. Mai 1814 wurde er zum General von Yorck kommandiert. Ende November erhielt er das Kommando über eine Brigade, die sich aus dem 1. Elb-Landwehr-Infanterie-Regiment, dem III. Bataillon des 6. Reserve-Infanterie-Regiments Nr. 18 und drei Eskadronen des 1. Elb-Landwehr-Kavallerie-Regiments formierte. Am 7. Dezember 1814 wurde Ende mit dem Orden Pour la vertu militaire ausgezeichnet.
Nach dem Krieg wurde er am 31. März 1815 mit der Wahrnehmung der Geschäfte als Kommandant von Köln beauftragt und am 2. Oktober 1815 mit Patent vom 3. Oktober 1815 zum Generalmajor befördert sowie zum Kommandanten ernannt. Zugleich war Ende vom 23. November 1815 bis zum 22. Januar 1820 auch Landwehrinspekteur in Köln. Am 16. Januar 1822 erhielt er die Genehmigung das Kommandeurkreuz des Guelphen-Ordens zu tragen und anlässlich des Ordensfestes wurde ihm zwei Jahre später der Rote Adlerorden III. Klasse verliehen, bevor er am 13. Juni 1825 als Generalleutnant mit Pension in den Ruhestand versetzt wurde. Am 21. September 1825 bekam er noch das preußische Dienstkreuz.
Ende starb unverheiratet am 4. Oktober 1829 in Berlin.

### Familie
Er lebte mit Cristiane Fredericiane Wegenern zusammen und adoptierte seine uneheliche Tochter Albertine Franziska Henriette (1808–1886), die am 21. Februar 1827 in Berlin den preußischen Oberstleutnant Friedrich Heinrich Moritz Dewitz von Woyna (1793–1855) heiratete.